# Đình Cháy
Đình Mai Xá là một ngôi đình cổ ở vùng Bắc Bộ, nằm trên đất làng Mai Xá 梅舍 (là xã thời đầu thế kỷ 19) tổng Công Xá, huyện Nam Xang, phủ Lý Nhân trấn Sơn Nam Thượng, nay thuộc thị trấn Vĩnh Trụ, huyện Lý Nhân, Hà Nam. Những năm 1950, bị giặc Pháp đốt cháy, nên còn có tên là Đình Cháy. Đến 2010, đình được phục dựng.

## Hai vị thành hoàng
- Thiên Thần hiệu Đô Thiên, húy Chàng Khi[2]

Ngài sinh 10 tháng 6, năm Giáp Thìn, đời Duệ Tông, triều Hùng Vương; hóa ngày 10 tháng 10 đời vua Duệ Tông triều Hùng Vương
- Sơn Thần hiệu Đại tướng, húy Ngũ Lôi

Ngài sinh ngày 7 tháng Giêng, năm Bính Dần, đời vua Duệ Tông, hóa ngày rằm tháng mười một, đời Duệ Tông triều Hùng Vương
Cả hai thần đều có công dẹp giặc phương Bắc. Khi đất nước bình yên, các Ngài đi qua làng Mai Xá, các kỳ lão dân làng ra lạy mừng. Các Ngài khen làng có lễ nghĩa và đóng quân ở lại. Khi xa giá vua đến, hai Ngài tâu rằng làng này tuy nhỏ nhưng có lễ nghĩa và xin vua cho lưu cư. Vua liền chuẩn tha tô thuế cho làng, để các Ngài được hưởng tự trăm năm về sau.
Bấy giờ hai Ngài làm hành cung ở Mai Xá, khuyên dân việc cày cấy làm ăn. Sau có giặc Thục đến từ nước Ai Lao, vua sai hai Ngài đi dẹp giặc. Giặc yên rồi, đức Thiên Thần về đến núi Thu Tinh ở Châu Hoan thì hóa; đức Sơn Thần về đến núi Nội Cư ở Châu Ái cùng hóa.
Hai Ngài được nhiều sắc phong của các triều Vua
Cùng thời các Ngài có ba người Mai Xá họ Vũ, họ Mai, họ Lê đem hơn 30 người theo các ngài đi đánh giặc Thục. Dẹp giặc xong thì ba vị ấy được dự hưởng thờ tự, hiện có miếu thờ ở xã. Ba vị được sắc phong vào ngày rằm tháng 7 năm 1924, đời vua Khải Định.
Dân Mai Xá thờ đức Thiên Thần, đức Sơn Thần cùng ba vị bộ thuộc tại các miếu riêng, còn ở đình thờ cộng đồng. Làng có lệ kiêng húy các chữ: Chàng, Khi, Chân, Bảo, Ngũ, Lôi, Ngọc, Thanh, tên hai thánh và các bậc phụ mẫu.

## Các dịp tế lễ
Hàng năm, tế lễ vào:
- Các ngày từ 10 đến 12 tháng Sáu (ngày sinh đức Thiên Thần)
- Ngày 10 tháng Mười (ngày hóa đức Thiên Thần);
- Từ ngày 7 đến ngày 9 tháng Giêng (ngày sinh đức Sơn Thần)
- Rằm tháng 11 (ngày hóa đức Sơn Thần)

Ngoài ra còn tế lễ theo các tiết:
- Tế xuân (ngày rằm tháng Hai)
- Tế thu (ngày rằm tháng Tám)
- Hạ điền (ngày 10 tháng Mười)
- Thượng điền (ngày 8 tháng Giêng)
- Cơm mới (ngày 4 tháng Chín)
- Tết Nguyên Đán
- Kỳ An (ngày 1 tháng Tư)

Cỗ cúng là xôi, thịt lợn, thịt gà, thịt ngỗng, oản, quả, cau, rượu. Ngoài ra ngày 10 tháng Mười, ngày 13 tháng Mười Một có cả thịt trâu, thịt bò. Ngày 1 tháng Tư có thêm vàng mã…
Những người dự tế phải tắm gội sạch sẽ, có đủ mũ, hia, áo màu thâm hoặc màu lam bằng thủy ba bông tròn. Khi đánh cờ người hoặc rước kiệu thì trai tân, gái tân đảm nhiệm.